# Chico Hagey
James Hagey detto Chico (Evanston, 25 febbraio 1953) è un ex tennista statunitense.

## Carriera
Ha subito un grave infortunio durante gli US Open 1972, nell'incontro d'esordio al primo punto si ruppe la gamba destra costringendolo a stare mesi lontano dei campi da tennis.
Negli anni successivi riuscì a disputare tutti e quattro i tornei del Grande Slam sia in singolare che nel doppio maschile, in quest'ultima disciplina raggiunse tre volte il terzo turno.
Nel 1977 conquistò il torneo di Laguna Niguel in coppia col connazionale Billy Martin.

## Statistiche

### Doppio

#### Vittorie (1)
| Numero | Anno | Torneo                               | Superficie | Compagno     | Avversari in finale       | Punteggio |
| 1.     | 1977 | Laguna Niguel Classic, Laguna Niguel | Cemento    | Billy Martin | Peter Fleming Trey Waltke | 6–3, 6–4  |